# Chiesa di Santa Maria a Cafaggio

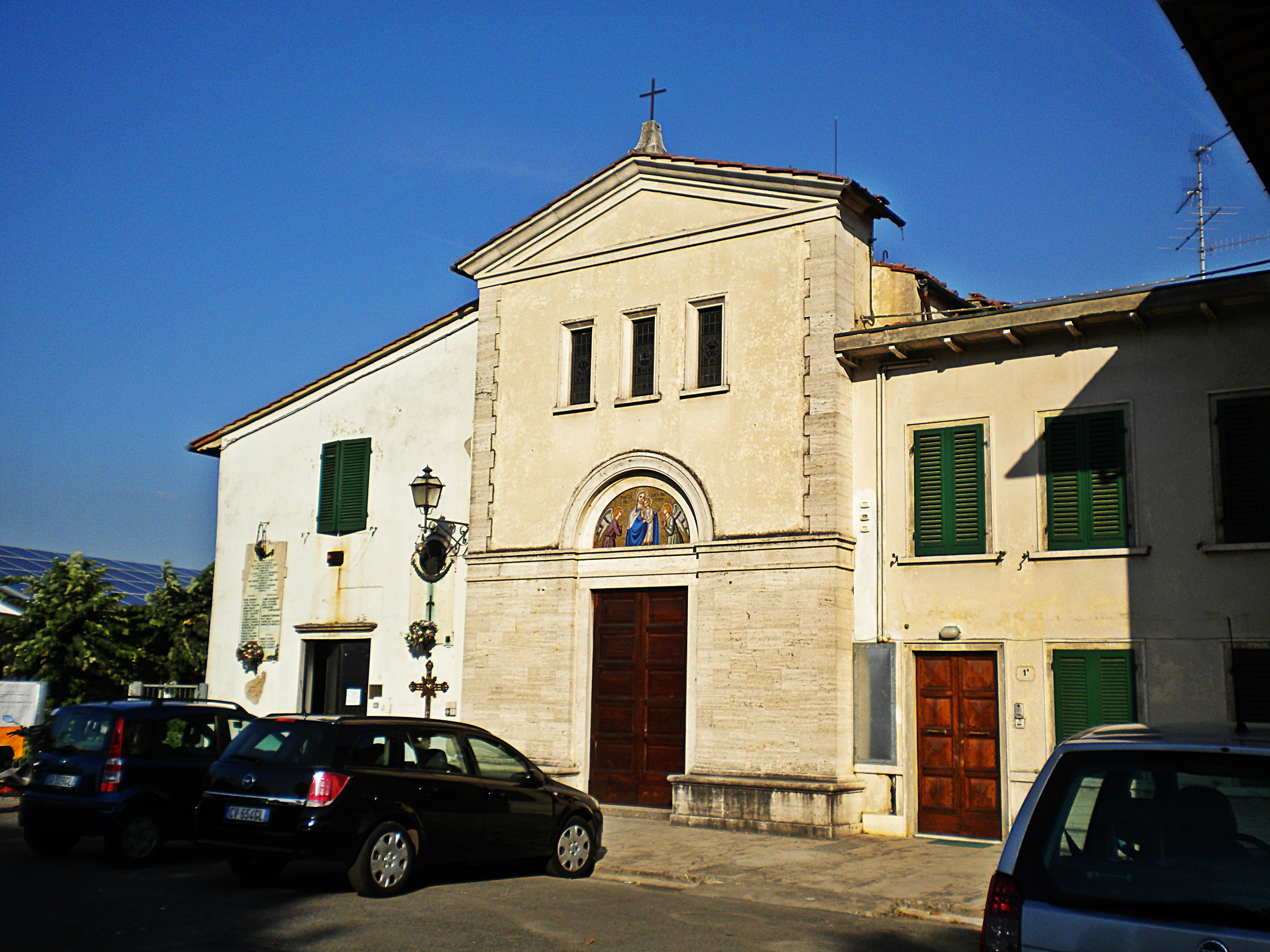
Santa Maria a Cafaggio

La chiesa di Santa Maria si trova a Cafaggio, frazione di Prato.

## Storia e descrizione
Di origini antichissime (era la pieve di Lecore, documentata dal 998), fu declassata a chiesa dipendente da San Giusto, e prese il nome di Santa Maria a Cafaggio.
Molto trasformata, conserva però resti di affreschi del tardo Duecento (Ultima cena) e una tela del primo Seicento con l'Annunciazione, forse di Cosimo Gamberucci, derivata dal venerato affresco della basilica della Santissima Annunziata a Firenze.

## Alte immagini

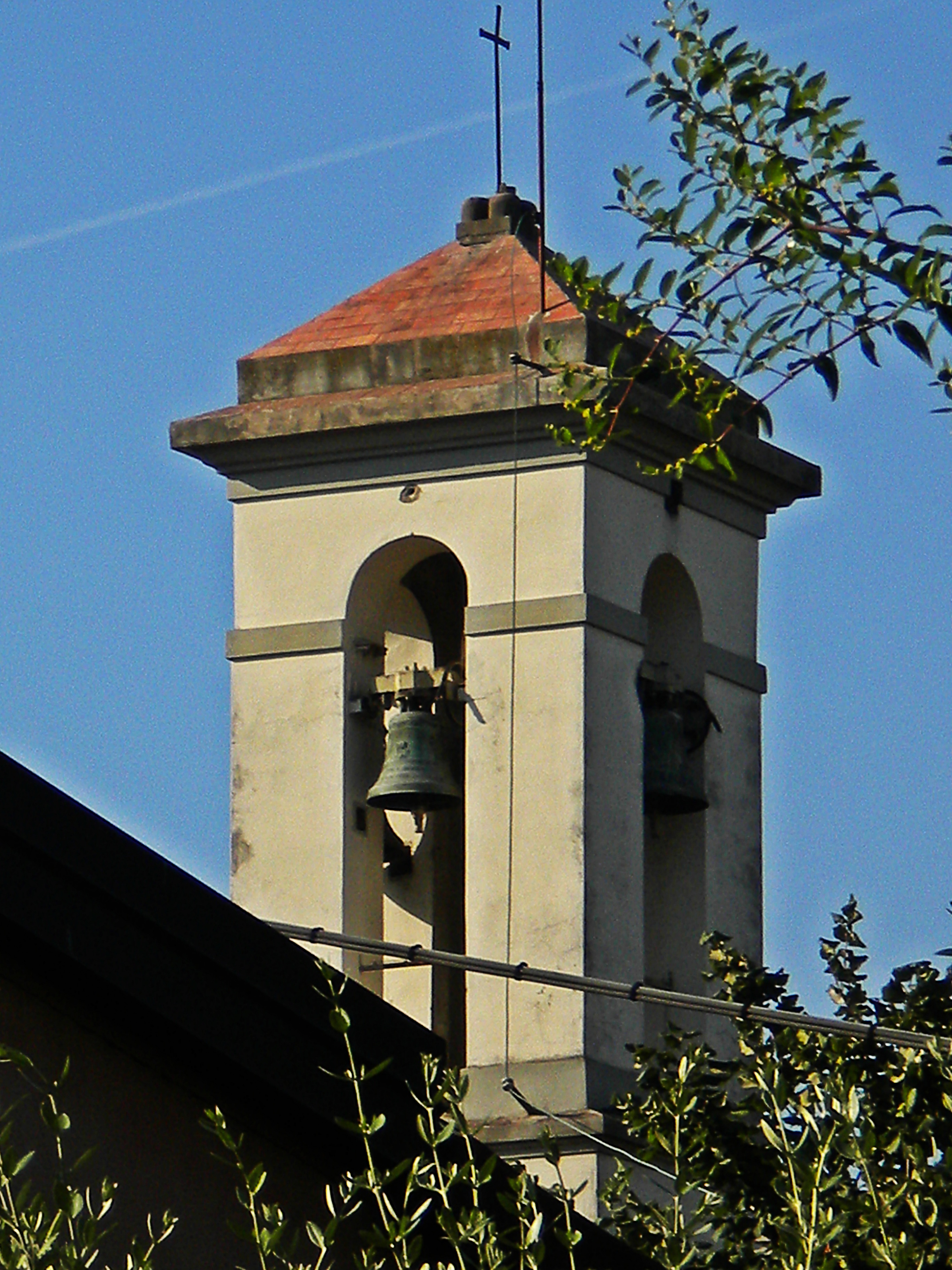
Il campanile
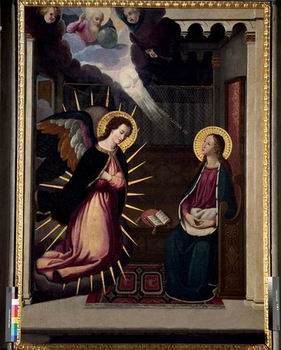
L'Annunciazione